# Râul Gardu, Gruița
Râul Gardu este un curs de apă, afluent al râului Gruița. 